# 1936年12月28日月食
1936年12月28日月食为一次在协调世界时1936年12月28日出現的半影月食。該次月食半影食分為0.870、全影食分為-0.150。

## 概述
這次月食的食分是6.44。

## 基本參數
- 類型：半影月食
- 食甚資料：
  - 日期：1936年12月28日
  - 時間：3:49
  - 月球位置：赤經6.44度、赤緯22.2度
  - 食分：半影食分：0.870、全影食分：-0.150

## 外部連結
- NASA月食專頁（页面存档备份，存于）（英文）